# Betós
Betós (en francès Bétous) és un municipi francès situat al departament del Gers i a la regió d'Occitània.

## Geografia

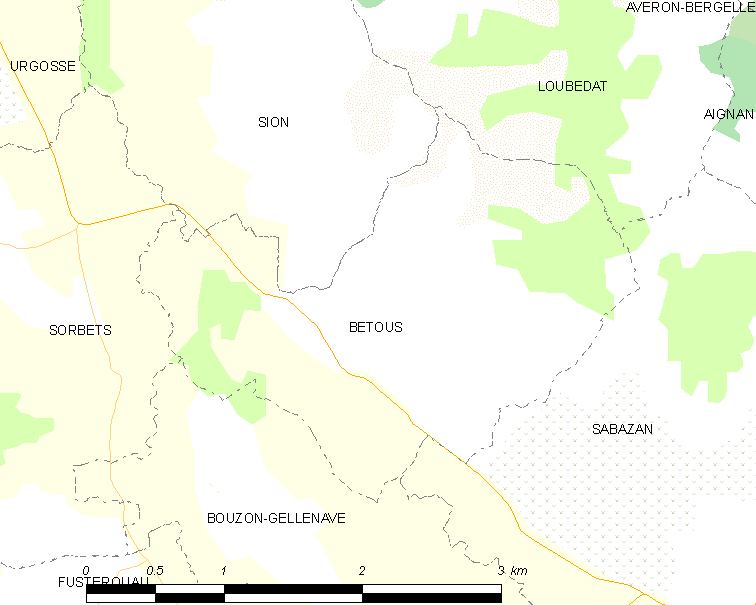
Mapa de la comuna de Betós

## Administració
| Període | Identitat           | Partit        |
| ------- | ------------------- | ------------- |
| 2001-   | Michel Saint-Vignes | Divers gauche |

## Demografia
| 1962                                       | 1968 | 1975 | 1982 | 1990 | 1999 | 2006 |
| ------------------------------------------ | ---- | ---- | ---- | ---- | ---- | ---- |
| 85                                         | 94   | 52   | 53   | 55   | 74   | 84   |
| Des de 1962: població sense dobles comptes |      |      |      |      |      |      |